# Copa Faulcombridge Open Ciudad de València 2024 - Doppio
Il doppio del torneo di tennis professionistico Copa Faulcombridge Open Ciudad de València 2024, facente parte della categoria Challenger 125 nell'ambito dell'ATP Challenger Tour 2024, si è giocato dal 7 al 13 ottobre a Valencia, in Spagna. Andrea Pellegrino e Andrea Vavassori erano i detentori del titolo ma solo Pellegrino aveva scelto di partecipare in coppia con David Vega Hernández.
In finale Alexander Merino e Christoph Negritu hanno sconfitto Karol Drzewiecki e Piotr Matuszewski con il punteggio di 6–3, 6–4.

## Teste di serie
1. Victor Vlad Cornea /  Denys Molčanov (quarti di finale)
2. Petr Nouza /  Patrik Rikl (primo turno)

1. Théo Arribagé /  Francisco Cabral (semifinale)
2. Jeevan Nedunchezhiyan /  Vijay Sundar Prashanth (semifinale)

## Wildcard
1. Carlos López Montagud /  Carlos Taberner (primo turno)

1. Nicolás Álvarez Varona /  Bernabé Zapata Miralles (primo turno)

## Alternate
1. Alexander Merino /  Christoph Negritu (campioni)

## Tabellone

### Legenda
| - Q = Qualificato - WC = Wild card - LL = Lucky loser | - ALT = Alternate - SE = Special Exempt - PR = Protected Ranking | - w/o = Walkover - r = Ritirato - d = Squalificato |

|  | Primo turno | Primo turno                        | Primo turno                        | Primo turno | Primo turno |  |  | Quarti di finale | Quarti di finale              | Quarti di finale              | Quarti di finale           | Quarti di finale           |   |     | Semifinali | Semifinali                         | Semifinali                         | Semifinali                         | Semifinali                         |   |   | Finale | Finale | Finale | Finale | Finale |  |
|  |             |                                    |                                    |             |             |  |  |                  |                               |                               |                            |                            |   |     |            |                                    |                                    |                                    |                                    |   |   |        |        |        |        |        |  |
|  | 1           | VV Cornea D Molčanov               | VV Cornea D Molčanov               | 7           | 6           |  |  |                  |                               |                               |                            |                            |   |     |            |                                    |                                    |                                    |                                    |   |   |        |        |        |        |        |  |
|  | WC          | N Álvarez Varona B Zapata Miralles | N Álvarez Varona B Zapata Miralles | 63          | 2           |  |  | 1                | VV Cornea D Molčanov          | VV Cornea D Molčanov          | 3                          | 3                          |   |     |            |                                    |                                    |                                    |                                    |   |   |        |        |        |        |        |  |
|  |             | F Bergevi M Veldheer               | F Bergevi M Veldheer               | 6           | 3           |  |  | Alt              | A Merino C Negritu            | A Merino C Negritu            | 6                          | 6                          |   |     |            |                                    |                                    |                                    |                                    |   |   |        |        |        |        |        |  |
|  | Alt         | A Merino C Negritu                 | A Merino C Negritu                 | 78          | 6           |  |  |                  |                               |                               |                            |                            |   |     | Alt        | A Merino C Negritu                 | 6                                  | 63                                 | [10]                               |   |   |        |        |        |        |        |  |
|  | 3           | T Arribagé F Cabral                | T Arribagé F Cabral                | 6           | 6           |  |  |                  |                               | 3                             | T Arribagé F Cabral        | 4                          | 7 | [8] |            |                                    |                                    |                                    |                                    |   |   |        |        |        |        |        |  |
|  |             | I Sabanov M Sabanov                | I Sabanov M Sabanov                | 2           | 2           |  |  | 3                | T Arribagé F Cabral           | T Arribagé F Cabral           | 7                          | 6                          |   |     |            |                                    |                                    |                                    |                                    |   |   |        |        |        |        |        |  |
|  |             | G Goldhoff F Romboli               | 6                                  | 3           | [8]         |  |  |                  | S Martos Gornés S Walków      | S Martos Gornés S Walków      | 63                         | 4                          |   |     |            |                                    |                                    |                                    |                                    |   |   |        |        |        |        |        |  |
|  |             | S Martos Gornés S Walków           | 4                                  | 6           | [10]        |  |  |                  |                               |                               |                            |                            |   |     | Alt        | Alexander Merino Christoph Negritu | Alexander Merino Christoph Negritu | 6                                  | 6                                  |   |   |        |        |        |        |        |  |
|  | WC          | C López Montagud C Taberner        | 5                                  | 7           | [6]         |  |  |                  |                               |                               |                            |                            |   |     |            |                                    |                                    | Karol Drzewiecki Piotr Matuszewski | Karol Drzewiecki Piotr Matuszewski | 3 | 4 |        |        |        |        |        |  |
|  |             | A Jecan I Liutarevich              | 7                                  | 5           | [10]        |  |  |                  | A Jecan I Liutarevich         | A Jecan I Liutarevich         | 0                          | 2                          |   |     |            |                                    |                                    |                                    |                                    |   |   |        |        |        |        |        |  |
|  |             | V Kirkov E Nava                    | V Kirkov E Nava                    | 3           | 4           |  |  | 4                | J Nedunchezhiyan VS Prashanth | J Nedunchezhiyan VS Prashanth | 6                          | 6                          |   |     |            |                                    |                                    |                                    |                                    |   |   |        |        |        |        |        |  |
|  | 4           | J Nedunchezhiyan VS Prashanth      | J Nedunchezhiyan VS Prashanth      | 6           | 6           |  |  |                  |                               |                               |                            |                            |   |     | 4          | J Nedunchezhiyan VS Prashanth      | J Nedunchezhiyan VS Prashanth      | 4                                  | 2                                  |   |   |        |        |        |        |        |  |
|  |             | A Pellegrino D Vega Hernández      | A Pellegrino D Vega Hernández      | 4           | 0           |  |  |                  |                               |                               | K Drzewiecki P Matuszewski | K Drzewiecki P Matuszewski | 6 | 6   |            |                                    |                                    |                                    |                                    |   |   |        |        |        |        |        |  |
|  |             | M Bortolotti G Ricca               | M Bortolotti G Ricca               | 6           | 6           |  |  |                  | M Bortolotti G Ricca          | 2                             | 79                         | [7]                        |   |     |            |                                    |                                    |                                    |                                    |   |   |        |        |        |        |        |  |
|  |             | K Drzewiecki P Matuszewski         | K Drzewiecki P Matuszewski         | 78          | 6           |  |  |                  | K Drzewiecki P Matuszewski    | 6                             | 67                         | [10]                       |   |     |            |                                    |                                    |                                    |                                    |   |   |        |        |        |        |        |  |
|  | 2           | P Nouza P Rikl                     | P Nouza P Rikl                     | 6           | 2           |  |  |                  |                               |                               |                            |                            |   |     |            |                                    |                                    |                                    |                                    |   |   |        |        |        |        |        |  |